# Honorivka, Iampol
Honorivka (în ucraineană Гонорівка) este un sat în comuna Trosteaneț din raionul Iampol, regiunea Vinița, Ucraina.

## Demografie
Componența lingvistică a localității Honorivka
     Ucraineană (98,58%)
     Rusă (1,24%)
     Alte limbi (0,18%)
Conform recensământului din 2001, majoritatea populației localității Honorivka era vorbitoare de ucraineană (98,58%), existând în minoritate și vorbitori de rusă (1,24%).